# Peter Ofori-Quaye
Peter Ofori-Quaye est un footballeur ghanéen né le 21 mars 1980 à Accra. Cet attaquant est international ghanéen (18 sélections, 2 buts) entre 1998 et 2007.
Il est le quatrième plus jeune buteur de l'histoire de la Ligue des champions de l'UEFA. Il a marqué quand il avait 17 ans et 194 jours, le 1er octobre 1997 avec l'Olympiakos Le Pirée, record battu par Ansu Fati à 17 ans et 40 jours le 10 décembre 2019.

## Carrière
- 1995-1997 : PAE Kalamata  Grèce
- 1997-2003 : Olympiakos  Grèce
- 2003-2005 : Liberty Professionals  Ghana
- 2005-2007 : OFI Crète  Grèce
- 2007-2008 : Hapoël Ironi Kiryat Shmona  Israël
- 2008-2009 : AEL Limassol  Chypre